# Storm Queen
Morgan Geist, bedre kendt som Storm Queen er en techno-producer fra USA.